# Shove-it
Shove-it är en familj av skateboardtrick. I varianten pop shove-it poppar man brädan och scoopar den bakom sig. Brädan snurrar 180 grader, sedan landar man på brädan.